# Макаровка (Херсонская область)
Макаровка (укр. Макарівка) — село в Мирненской поселковой общине Скадовского района Херсонской области Украины.
Население по переписи 2001 года составляло 525 человек. Почтовый индекс — 75831. Телефонный код — 5530. Код КОАТУУ — 6523287703.

## Местный совет
75830, Херсонская обл., Каланчакский р-н, с. Червоный Чабан, ул. Ленина, 23